# Misfire (Agent antidroga)
Misfire (Agent antidroga) és una pel·lícula d'acció estatunidenca del 2014 produïda i dirigida per R. Ellis Frazier. La pel·lícula és protagonitzada per Gary Daniels i Vannessa Vasquez en els papers principals. La pel·lícula es va estrenar en DVD l'octubre de 2014. S'ha doblat i subtitulat al català.